# Qui perd gagne (film, 1956)
Pour les articles homonymes, voir Qui perd gagne (homonymie).
Pour plus de détails, voir Fiche technique et Distribution.
Qui perd gagne (Loser Takes All) est un film britannique réalisé par Ken Annakin, sorti en 1956.

## Synopsis
Un couple de jeunes mariés va se trouver pris par la fièvre du jeu à Monte-Carlo.

## Fiche technique
- Titre original : Loser Takes All
- Titre français : Qui perd gagne
- Réalisation : Ken Annakin
- Scénario : Graham Greene, d'après son roman court éponyme
- Direction artistique : John Howell
- Décors : Len Townsend
- Costumes : Bridget Sellers
- Photographie : Georges Périnal
- Son : Bert Ross, Red Law
- Montage : Jean Barker
- Musique : Alessandro Cicognini
- Production : John Stafford
- Société de production : John Stafford Productions, British Lion Films
- Société de distribution : British Lion Films
- Pays d'origine :  Royaume-Uni
- Langue originale : anglais
- Format : couleur (Eastmancolor) — 35 mm — 2,35:1 (CinemaScope) — son mono
- Genre : Comédie
- Durée : 88 minutes
- Dates de sortie : Royaume-Uni : septembre 1956

## Distribution
- Glynis Johns : Cary
- Rossano Brazzi : Bertrand
- Robert Morley : Dreuther
- Tony Britton : Tony
- Felix Aylmer : L'Autre
- Joyce Carey : Nid d'oiseau
- Geoffrey Keen : le réceptionniste
- Peter Illing : l'étranger
- Albert Lieven : le directeur de l'hôtel
- A.E. Matthews : le vieil homme au casino